# 松村國隆
松村 國隆（まつむら くにたか、1943年(昭和18年)11月16日 - ）は、日本のドイツ文学者、大阪市立大学名誉教授。奈良県龍田町生まれ。奈良県立奈良高等学校卒、1966年大阪市立大学文学部独文科卒、1970年同大学院修士課程修了、同助手、1972年講師、1981年助教授、1990年教授、2007年定年退官、名誉教授。1995年「中世オーストリアにおける歌謡の伝統と革新」で大阪市大博士（文学）。

## 著書
- 『オーストリア中世歌謡の伝統と革新 ヴァルター・フォン・デァ・フォーゲルヴァイデを中心に』（水声社、1995年）

### 共編著
- 『ニーベルンゲンの歌 抜粋・訳注』（浜崎長寿、大澤慶子共編 大学書林 1981年）
- 『中欧-その変奏』（平田達治監修 金子元臣、三谷研爾共編 鳥影社、1998年）
- 『ドナウ河 流域の文学と文化』（丹下和彦共編著 晃洋書房、2011年）

### 翻訳
- シュティフター『森ゆく人』（麦書房、1987年 のち松籟社）
- 『生命への畏敬 アルベルト・シュワイツァー書簡集、1905 - 1965』（H.W.ベール編 会津伸共訳 新教出版社、1993年）
- ペーター・R.ヴィーニンガー『『ケルズの書』のもとに』（水声社 現代ウィーン・ミステリー・シリーズ、2002年）
- ユーリウス・H・シェプス編『ユダヤ小百科』（石田基広、唐沢徹、北彰、鈴木隆雄、関口宏道、土屋勝彦、西村雅樹、野村真理、原研二共訳 水声社、2012年）

## 参考
- 松村國隆教授略歴・著作目録その他 人文研究（2007年）